# Берегівський район (1953—2020)
Бе́регівський райо́н — колишня адміністративно-територіальна одиниця у південно-західній частині Закарпатської області. Населення становить 51 842 (на 1.08.2013). Площа — 635 км². Адміністративний центр — місто Берегове, яке не входить до складу району. Ліквідований у липні 2020 року, у зв'язку з проведенням адміністративно-територіальної реформи та включений до складу новоутвореного укрупненого Берегівського району, до якого також увійшли колишній Виноградівський та частина Іршавського районів.

## Географія
На півночі він межував з Мукачівським районом, на сході — з Іршавським та Виноградівським, на заході — з Ужгородським районом, на півдні і південному заході проходить кордон України з Угорською Республікою.
Поверхня Берегівського району має переважно рівнинний рельєф, який на сході переходить в масиви Карпат. По території, району протікають річки Боржава, Тиса, канали Верке та Чорний Мочар. З корисних копалин тут є поліметалічні руди, барити, алуніти, вугілля, будівельні матеріали, зокрема перліти.
Район вкрито густою сіткою шосейних шляхів, серед них E58 та E81. Територією району також проходить залізнична лінія Чоп-Батьово-Виноградів.

## Історія
Територія району заселена з давніх-давен. Виявлено багато стоянок, найдавніші з яких датовані понад 12 тис. років тому. З приходом угорських племен в Х ст. на території району засновуються нові укріплені поселення. В ХІ ст. засновано м. Лампертсас, яке пізніше одержало назву Берегсас. У 1241 році територію району спустошили орди хана Батия. Після навали місто та навколишні поселення почали заселяти нові переселенці. Землі мали багато привілеїв. 1271 року місто стає центром Березької жупи.
1347 року місту надано статут королівського міста, воно одержало свою печатку. На початку XVIII ст. Берегівщина стає одним з центрів визвольної війни угорців під проводом Ференца ІІ Ракоці проти Габсбургів. Після розгрому повстання 1711 року місто стає власністю австрійського графа Шенборна—Бухгейма. Основним заняттям населення в ті часи було землеробство та виноградарство. Після першої світової війни територія району, як і Закарпаття ввійшла до складу Чехословаччини.
У березні 1929 року робітники провели Берегівський страйк виноградарів, домоглися підвищення заробітної плати.
1938 року угорські війська захопили територію Берегівського району. У жовтні 1944 року радянські війська зайняли територію району. В 1946 році був утворений Берегівський округ з центром в Берегові. В 1953 році утворений Берегівський район.

## Адміністративний устрій
Адміністративно-територіально район поділяється на 1 селищну раду та 30 сільських рад, які об'єднують 43 населені пункти та підпорядковані Берегівській районній раді. Адміністративний центр — місто Берегове, яке не входить до складу району.
З липня 2020 року, у результаті проведення реформи адміністративно-територіального устрою, територія району була укрупнена, за рахунок приєднання до нього Виноградівського, частини Іршавського і Мукачівського районів. Площа району — 1.5 тис. кв.км. Населення району збільшилося до 209.2 тисяч осіб. У складі району перебуває 10 громад, з яких 2 — міських, 3 — селищних та 5 — сільських.
| Номер | Назва громади    | Статус   | Центр             |
| ----- | ---------------- | -------- | ----------------- |
| 1.    | Батівська        | Селищна  | сел. Батьово      |
| 2.    | Берегівська      | Міська   | м. Берегово       |
| 3.    | Великоберезька   | Сільська | с. Великі Береги  |
| 4.    | Великобийганська | Сільська | с. Велика Бийгань |
| 5.    | Вилоцька         | Селищна  | сел. Вилок        |
| 6.    | Виноградівська   | Міська   | м. Виноградів     |
| 7.    | Кам'янська       | Сільська | с. Кам'янське     |
| 8.    | Королівська      | Селищна  | с. Королево       |
| 9.    | Косонська        | Сільська | с. Косонь         |
| 10.   | Пийтефолвівська  | Сільська | с. Пийтерфолво    |

## Населення
На території району розташовано 43 населених пунктів, підпорядковані 30 сільським та 1 селищній радам. Районний центр — місто Берегове. Станом на 5 грудня 2001 року чисельність населення району становила 54,0 тис. осіб, тобто 4,3 % від загальної чисельності населення області.
Розподіл населення за віком та статтю (2001):
| Стать | Всього | До 15 років | 15-24 | 25-44 | 45-64 | 65-85 | Понад 85 |
| --- | ------ | ----------- | ----- | ----- | ----- | ----- | -------- |
| Чоловіки | 25 703 | 5487        | 4198  | 8073  | 5825  | 2062  | 58       |
| Жінки | 28 359 | 5318        | 4111  | 7974  | 6733  | 4019  | 204      |
| \| Статево-вікова піраміда \| Статево-вікова піраміда \| Статево-вікова піраміда \| \| ----------------------- \| ----------------------- \| ----------------------- \| \| Чоловіки \| Вік \| Жінки \| \| 58 \| 85 + \| 204 \| \| 143 \| 80-84 \| 348 \| \| 367 \| 75-79 \| 968 \| \| 667 \| 70-74 \| 1272 \| \| 885 \| 65-69 \| 1431 \| \| 1086 \| 60-64 \| 1520 \| \| 1061 \| 55-59 \| 1301 \| \| 1691 \| 50-54 \| 1854 \| \| 1987 \| 45-49 \| 2058 \| \| 2190 \| 40-44 \| 2162 \| \| 1894 \| 35-39 \| 1981 \| \| 1906 \| 30-34 \| 1833 \| \| 2083 \| 25-29 \| 1998 \| \| 2124 \| 20-24 \| 2046 \| \| 2074 \| 15-20 \| 2065 \| \| 2144 \| 10-14 \| 2060 \| \| 1788 \| 5-9 \| 1806 \| \| 1555 \| 0-4 \| 1452 \| |        |             |       |       |       |       |          |
| Статево-вікова піраміда |        |             |       |       |       |       |          |
| Чоловіки | Вік    | Жінки       |       |       |       |       |          |
| 58 | 85 +   | 204         |       |       |       |       |          |
| 143 | 80-84  | 348         |       |       |       |       |          |
| 367 | 75-79  | 968         |       |       |       |       |          |
| 667 | 70-74  | 1272        |       |       |       |       |          |
| 885 | 65-69  | 1431        |       |       |       |       |          |
| 1086 | 60-64  | 1520        |       |       |       |       |          |
| 1061 | 55-59  | 1301        |       |       |       |       |          |
| 1691 | 50-54  | 1854        |       |       |       |       |          |
| 1987 | 45-49  | 2058        |       |       |       |       |          |
| 2190 | 40-44  | 2162        |       |       |       |       |          |
| 1894 | 35-39  | 1981        |       |       |       |       |          |
| 1906 | 30-34  | 1833        |       |       |       |       |          |
| 2083 | 25-29  | 1998        |       |       |       |       |          |
| 2124 | 20-24  | 2046        |       |       |       |       |          |
| 2074 | 15-20  | 2065        |       |       |       |       |          |
| 2144 | 10-14  | 2060        |       |       |       |       |          |
| 1788 | 5-9    | 1806        |       |       |       |       |          |
| 1555 | 0-4    | 1452        |       |       |       |       |          |

Національний склад населення району за переписом 2001 року
| національність | чисельність | частка |
| -------------- | ----------- | ------ |
| угорці         | 41163       | 76,2 % |
| українці       | 10185       | 18,8 % |
| цигани         | 2211        | 4,1 %  |
| росіяни        | 361         | 0,7 %  |
| білоруси       | 25          | 0,0 %  |
| німці          | 13          | 0,0 %  |
| словаки        | 12          | 0,0 %  |

Історична динаміка національного складу Берегівського району за даними переписів населення
|          | 1959   | 1989   | 2001   |
| -------- | ------ | ------ | ------ |
| українці | 16,6 % | 19,5 % | 18,8 % |
| угорці   | 80,3 % | 75,6 % | 76,2 % |
| цигани   |        | 3,2 %  | 4,1 %  |
| росіяни  | 0,8 %  | 1,2 %  | 0,7 %  |

Етномовний склад населених пунктів район (рідні мови населення)
|                    | угорська | українська | російська |
| Берегівський район | 80,2     | 18,8       | 0,8       |
| ------------------ | -------- | ---------- | --------- |
| смт Батьово        | 64,6     | 32,9       | 2,0       |
| с. Батрадь         | 77,2     | 21,8       | 1,0       |
| с. Горонглаб       | 79,1     | 19,8       | 1,1       |
| с. Великі Береги   | 87,4     | 11,7       | 0,6       |
| с. Бадалово        | 98,2     | 1,3        | 0,3       |
| с. Вари            | 98,1     | 1,6        | 0,2       |
| с. Боржава         | 95,1     | 4,6        | 0,3       |
| с. Велика Бійгань  | 87,5     | 11,9       | 0,5       |
| с. Мала Бійгань    | 95,6     | 3,7        | 0,5       |
| с. Галабор         | 98,1     | 1,6        | 0,3       |
| с. Гут             | 95,8     | 3,8        | 0,4       |
| с. Гать            | 94,2     | 5,5        | 0,2       |
| с. Чікош-горонда   | 27,5     | 71,3       |           |
| с. Геча            | 88,6     | 10,4       | 0,7       |
| с. Велика Бакта    | 31,2     | 60,7       | 6,6       |
| с. Чома            | 88,0     | 11,5       | 0,6       |
| с. Кідьош          | 86,9     | 12,6       | 0,3       |
| с. Дийда           | 83,4     | 16,1       | 0,5       |
| с. Шом             | 95,2     | 4,4        | 0,2       |
| с. Каштаново       | 1,2      | 97,3       | 1,5       |
| с. Бене            | 90,6     | 8,5        | 0,8       |
| с. Запсонь         | 94,3     | 5,2        | 0,4       |
| с. Яноші           | 91,5     | 8,1        | 0,2       |
| с. Балажер         | 90,3     | 9,3        | 0,4       |
| с. Квасово         | 5,7      | 93,1       | 1,2       |
| с. Косонь          | 96,1     | 2,9        | 0,8       |
| с. Мочола          | 80,2     | 18,4       | 1,0       |
| с. Астей           | 87,3     | 11,7       | 0,7       |
| с. Гуняді          | 2,8      | 97,2       |           |
| с. Мужієво         | 82,3     | 16,4       | 1,2       |
| с. Нижні Ремети    | 0,8      | 97,8       | 1,2       |
| с. Верхні Ремети   | 1,0      | 98,0       | 1,0       |
| с. Берегуйфалу     | 82,2     | 17,6       | 0,2       |
| с. Оросієво        | 95,1     | 4,5        | 0,3       |
| с. Попово          | 98,0     | 1,4        | 0,5       |
| с. Гетен           | 98,6     | 0,9        | 0,1       |
| с. Мале попово     | 97,1     | 2,9        |           |
| с. Рафайново       | 96,4     | 2,6        | 0,9       |
| с. Свобода         | 33,6     | 64,9       | 1,2       |
| с. Бадів           | 0,6      | 98,7       | 0,7       |
| с. Бакош           | 49,7     | 49,1       | 1,0       |
| с. Данилівка       | 3,5      | 95,1       | 1,2       |
| с. Четфалва        | 97,4     | 2,4        | 0,3       |

## Політика
25 травня 2014 року відбулися Президентські вибори України. У межах Берегівського району було створено 36 виборчих дільниць. Явка на виборах складала — 40,04 % (проголосували 16 255 із 40 600 виборців). Найбільшу кількість голосів отримав Петро Порошенко — 73,77 % (11 911 виборців); Юлія Тимошенко — 5,76 % (936 виборців), Михайло Добкін — 5,06 % (822 виборців), Олег Ляшко — 3,52 % (572 виборців), Анатолій Гриценко — 1,93 % (314 виборців), . Решта кандидатів набрали меншу кількість голосів. Кількість недійсних або зіпсованих бюлетенів — 2,60 %.

## Культура
Мережа установ культури і мистецтва Берегівського району складається: з 44 закладів клубного типу, 41 бібліотеки, 4 дитячих мистецьких шкіл, Угорського драматичного театру ім. Д.Іейша, 4 музеїв на громадських засадах.
Відродження народного мистецтва, розвиток художньої самодіяльності та організацію дозвілля населення району забезпечують Районний центр культури і довкілля, міський будинок культури «Геолог», 2 сільських будинки фольклору (с. Великі Береги, Квасово), Центр дозвілля (с. Берегуйфалу), 12 сільським будинків культури, 4 міським та 19 сільським клубів, 4 клуби-бібліотеки.
У закладах культури клубного типу працює 60 чоловік, з яких 54 забезпечують культурно-освітню діяльність. В клубних установах району працюють 365 клубних формувань з кількістю учасників 4313, з них 229 — гуртки художньої самодіяльності, в тому числі 101 дитячих. Три колективи носять звання «народний». Клубними закладами організовуються культурно-масові заходи з нагоди відзначення державних, релігійних, традиційних свят та урочистостей. Щорічно проводяться фестиваль «Бережський тиждень», осінній фестиваль «Золота осінь», народні свята винозбирання, свята урожаю, Міжнародний конкурс дитячої художньої творчості «Природа очима дітей» до дня пам'яті Чорнобильської катастрофи, обласний фестиваль виконавців угорської пісні.

## Персоналії
- Бращайко Михайло Михайлович — український політичний діяч Закарпаття, Голова конституційно-правничої комісії Сойму Карпатської України. Народився у селі Балажер.